# Филип V фон Боланден
Филип V фон Боланден (на немски: Philipp V von Bolanden; † 19 януари 1276) e господар на Боланден в Енхайм.

## Произход
Той е вторият син на Вернер IV фон Боланден († 1258/1262) и първата му съпруга Кунигунда фон Лайнинген († сл. 1236), дъщеря на граф Фридрих II фон Саарбрюкен-Хартенбург-Лайнинген († 1237). Брат е на Фридрих фон Боланден († 1302), епископ на Шпайер (1272 – 1302), и Вернер V фон Боланден († 1288).

## Фамилия
Филип V се жени за Лукардис (Кунигунда) фон Хоенфелс († ок. 1286), дъщеря на Филип I фон Боланден-Хоенфелс († 1277), господар на Хоенфелс-Фалкеншайн, и съпругата му Елизабет († 1249). Те имат децата:
- Луитгардис (Лиутгарда) фон Боланден († 18 март 1325), омъжена I. на 24 юни 1284 г. за граф Албрехт I фон Шенкенберг-Льовенщайн († 1304), извънбрачен син на крал Рудолф фон Хабсбург († 1291); II. пр. 28 февруари 1318 г. за маркграф Рудолф IV фон Баден († 1348), син на маркграф Херман VII фон Баден († 1291)
- Кунигунда фон Боланден († сл. 15 януари 1295), омъжена пр. 1 септември 1277 г. за граф Хайнрих I фон Спонхеим, господар на Спонхайм-Боланден-Даненфелс († сл. 1311), син на граф Симон I фон Спонхайм-Кройцнах († 1264)
- Йохан († ок. 1288)
- Филип († сл. 1306)
- Анна фон Боланден († 1320), монахиня в Киршгартсхаузен до Вормс, автор на запазения Codex Lichtenthal 37.